# Степанченко, Василий Алексеевич
Васи́лий Алексе́евич Степа́нченко  (укр. Василь Олексійович Степанченко, 1914—1995) — советский украинский авиастроитель, генеральный директор Киевского авиационного завода «Авиант» (ныне Серийный завод «АНТОНОВ»), кандидат технических наук (1972).

## Биография
Родился 22 марта 1914 года в украинской семье, где было 6 детей, в селе Веселое Глуховского уезда Курской губернии Российской империи.
В 1931 году поступил в Воронежский авиационный техникум, который окончил на «отлично». В 1940 году также с отличием закончил Казанский авиационный институт и работал на Казанском авиазаводе, где прошел трудовой путь от мастера до заместителя начальника производства.
В 1949−1954 годах — главный инженер Омского авиазавода, где в то время было налажено серийное производство первых реактивных бомбардировщиков «Ил-28».
В 1954−1958 годах — генеральный директор Киевского авиационного завода «Авиант».
В 1954−1965 годах — первый заместитель председателя Киевского совнархоза.
В 1965 году вновь был назначен на должность генерального директора Киевского авиазавода.
Умер В. А. Степанченко 7 сентября 1995 года:
- приближался юбилей авиазавода. Степанченко успел закончить рукопись. Ему предоставили слово на торжественном вечере. Василий Алексеевич сказал прочувствованную, исполненную оптимизма речь, пожелал самолётостроителям крепкого здоровья и неожиданно упал на руки подхватившей его дочери.[1]

### Семья
- Дочь — Галина Степанченко (род. 1945), кандидат искусствознания, заместитель председателя Киевской организации Национального союза композиторов Украины.
- Внучка — Ольга Нежиборец, заместитель директора Международного благотворительного фонда «Детское сердце».

## Награды
- Герой Социалистического Труда (1971).
- Награждён двумя орденами Ленина (1949, 1971), тремя орденами Трудового Красного Знамени, орденами Октябрьской Революции и «Знак Почёта» (1945), медалями.
- Лауреат Государственной премии Украины (за участие в создании пассажирского «Ан-24»).

## Память
- Установлена мемориальная доска на административном корпусе завода «Авиант», в музее завода имеется экспозиция, посвященная Василию Алексеевичу.
- В 2007 году улицу Служебную Святошинского района город Киева переименовали в улицу Василя Степанченко.